# Olof Fredrik Vigström
Olof Fredrik Vigström, född 17 juli 1839 i Källunge socken, död 5 november 1919 i Källunge socken, var en svensk amatörorgelbyggare.

## Biografi
Vigström föddes 1839 på Bölunds i Källunge på Gotland. Han var son till husbonden Olof Vigström (född 1810) och Lena Cajsa Jacobsdotter (född 1813).Vigström arbetade som hemmansägare. Han var även kyrkvärd i Källunge kyrka.  Vigström avled 5 november 1919 i Källunge av slag och begravdes 15 november samma år.

## Lista över orglar
| År   | Ursprunglig kyrka | Stift    | Bild | Manualer | Pedal | Stämmor | Bevarad orgel/fasad | Övrigt                                                 |
| ---- | ----------------- | -------- | ---- | -------- | ----- | ------- | ------------------- | ------------------------------------------------------ |
| 1875 | Källunge kyrka    | Gotlands |      |          |       | 2       | Nej/Nej             | En ny orgel byggdes 1931 av Åkerman & Lund, Stockholm. |